# Thống Nhất, Quảng Ninh
Thống Nhất là một xã thuộc tỉnh Quảng Ninh, Việt Nam.

## Địa lý
Xã Thống Nhất cách trung tâm thành phố Hạ Long khoảng 12 km về phía bắc, có vị trí địa lý:
- Phía đông giáp xã Vũ Oai và phường Hà Khánh
- Phía tây giáp xã Lê Lợi và xã Sơn Dương
- Phía nam giáp phường Hà Khánh và phường Cao Xanh qua vịnh Cửa Lục
- Phía bắc giáp xã Đồng Lâm.

Xã có diện tích 81,45 km², dân số năm 1999 là 8.039 người, mật độ dân số đạt 99 người/km².

## Lịch sử
Trước đây, Thống Nhất là một xã thuộc huyện Hoành Bồ, được thành lập vào ngày 5 tháng 10 năm 1950 trên cơ sở sáp nhập hai xã Cộng Hòa và Đoàn Kết. Trước đó, xã Đoàn Kết được thành lập vào năm 1949 trên cơ sở 3 xã cũ: Yên Thổ, Vũ Oai, Lưỡng Kỳ; xã Cộng Hòa cũng được thành lập vào năm 1949 trên cơ sở 3 xã cũ: Xích Thổ, Giang Võng, Đá Trắng.
Ngày 1 tháng 1 năm 2020, huyện Hoành Bồ sáp nhập vào thành phố Hạ Long, xã Thống Nhất thuộc thành phố Hạ Long như hiện nay.

## Di tích - Danh thắng
- Thành cổ Lưỡng Kỳ
- Thành cổ Xích Thổ